# Сапер

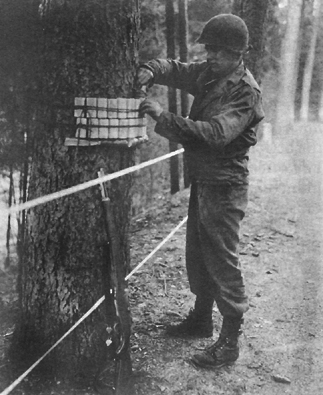
Американський сапер готує вибухівку до підриву. Друга Світова війна. 1944

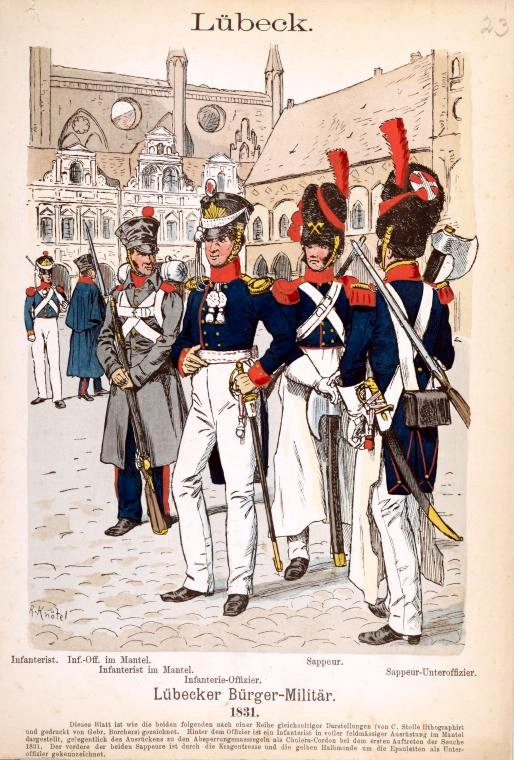
Піхотинці та сапери (в шапках) німецької армії. Любек. 1831

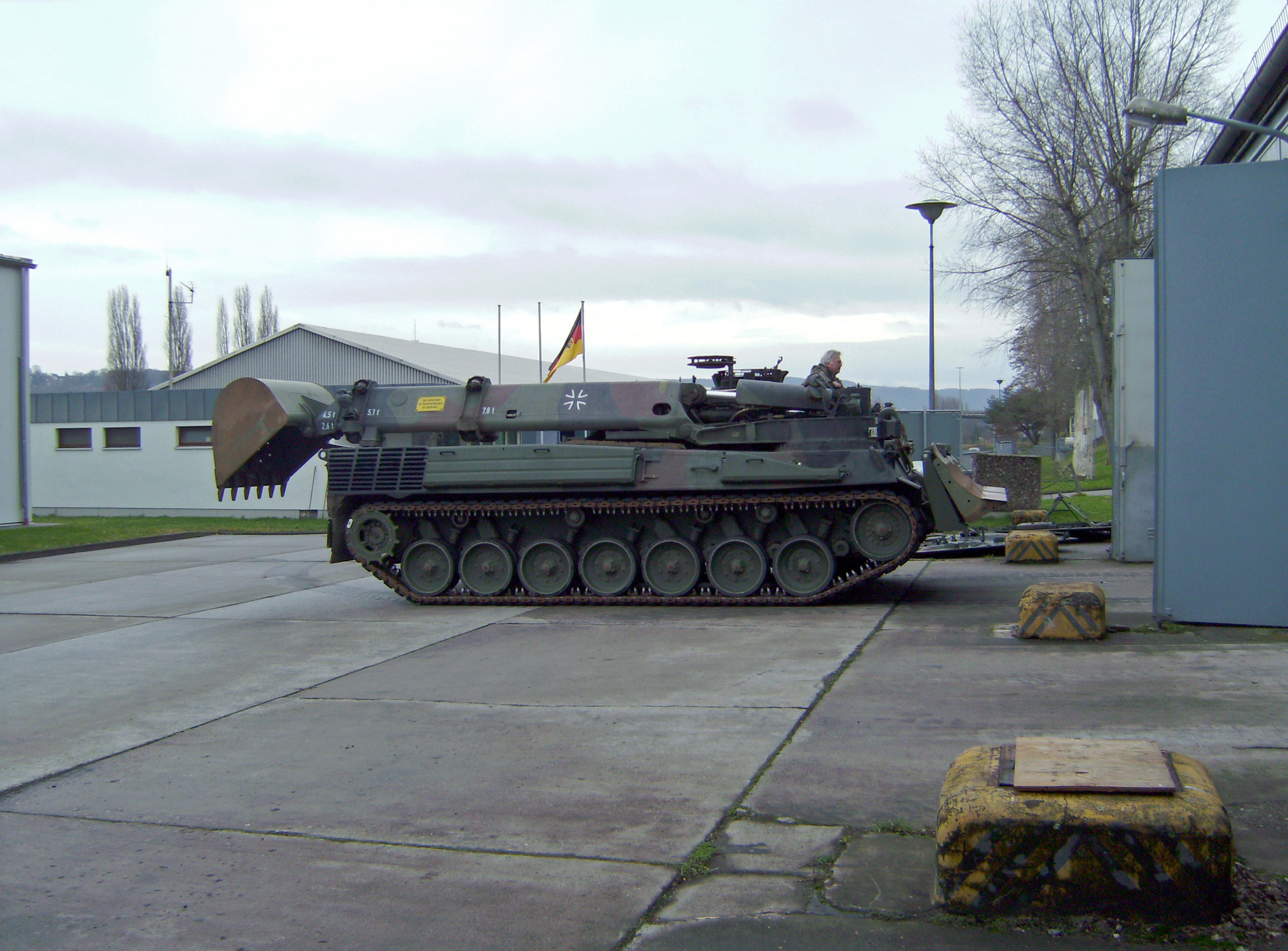
Німецький саперний танк.

Сапе́р (фр. saper — робити підкоп)  — військовослужбовець інженерних військ. Саперні підрозділи призначені для ведення інженерної розвідки противника та місцевості, обладнання та утримання мінно-вибухових загороджень, проробки проходів у загородженнях противника та перевезення мінних тралів.
У збройних силах деяких іноземних держав терміну сапери відповідав термін «піонери».
Термін сапер з'явився у військової справі з середини 16 століття, коли в арміях західноєвропейських країн почали формувати інженерні підрозділи для використання сап. Терміном «сапер» до XVII століття називали військовослужбовців, які здійснювали підступи (підриви, підкопи) під фортечні споруди противника для їх подальшого руйнування. 1678 року сапери були виділені в спеціальні частини і підрозділи у Франції, а в 1712 р. в Росії. У XVIII—XIX століттях коло завдань саперів поступово розширювалася. А вже у XX столітті відбулася їх спеціалізація — і зі складу саперів виділилися залізничники, повітроплавці, автомобілісти й ін.. Входить у ВОС в Україні та деяких країнах колишнього СРСР.
У Німеччині, Австрії та частково у Франції саперні частини були злиті з понтонними; у Росії вони існували окремо.

## Завдання
Основним завданням саперів є інженерне забезпечення військових дій оборонного або наступального характеру. Входили у загальний склад інженерних військ і призначалися для виконання у воєнний час різних робіт у полі і у фортецях.
Історично завданням саперів було:
- створення підкопів під оборонні споруди або риття траншей для таємного наближення до позицій супротивника;
- створення власних фортифікаційних споруд на лінії фронту;
- забезпечення переправ через річки, болота, озера;
- налагодження ліній постачання й відновлення зруйнованих об'єктів інфраструктури;
- знешкодження мін, ракет та снарядів.

## Типи
- полкові сапери
- дивізійні сапери
- корпусні сапери
- армійські сапери
- фронтові сапери

## Святкування
Професійні свята саперів відзначаються:
- Україна — 3 листопада (День інженерних військ України);
- Вірменія — 7 вересня (День інженерних військ Вірменії);

## Сапери в масовій культурі
- Широко поширене прислів'я «Сапер помиляється тільки один раз»[3][4], поява якого пов'язано з високою небезпекою робіт із розмінування та знешкодження боєприпасів, коли будь-яка помилка може бути летальною, а також жарт: «Сапер помиляється двічі: перший раз, коли стає сапером».
- Сапер — комп'ютерна гра-головоломка, яка набула поширення завдяки операційній системі «Microsoft Windows», в базовий комплект поставки якої вона включається.
- Сапер Водічка — персонаж роману Ярослава Гашека «Пригоди бравого вояка Швейка»